# Michael Lucas
Andrei Lvovich Treivas (del ruso: Андрей Львович Трейвас) (Moscú, Rusia; 10 de marzo de 1972), más conocido como Michael Lucas, es un actor, director y productor israelí-estadounidense de origen ruso de pornografía homosexual. Además es director ejecutivo de Lucas Entertainment, la empresa de pornografía homosexual más grande de Nueva York. Es columnista de The Advocate, HuffPost y PinkNews.
Lucas es además reconocido por su activismo y lucha contra el uso de drogas y la práctica de relaciones sexuales sin protección.
Su película Michael Lucas' La Dolce Vita fue la película porno gay más cara de la historia, con un presupuesto de 250.000 dólares y muchos cameos de celebridades. En 2009, Lucas entró en el Salón de la Fama de GayVN. Fue incluido en un reportaje de New York sobre gente que había llegado a la ciudad con muy poco y más tarde había alcanzado la cima.

## Comienzos
Nació en 1972 en Moscú, Rusia, hijo de Lev Bregman, un ingeniero, y Elena Treivas, una profesora de literatura rusa. En 1994 obtuvo un título académico en leyes por la Universidad de Derecho Estatal de Moscú.
En 1995 se mudó a Múnich, Alemania, con una visa de turista. Sin un trabajo permanente, empezó como trabajador sexual y en la pornografía heterosexual.

## Carrera

### Actor
Su carrera como actor inició en una película pornográfica heterosexual alemana. Así mismo en Francia trabajaba bajo la dirección de Jean-Daniel Cadinot con el nombre de "Ramzes Kairoff", apareciendo en dos películas pornográficas homosexuales lanzadas en 1996.
Usando el nombre "Michael Lucas" trabajo para Falcon Entertainment, apareciendo en cinco películas lanzadas entre 1997 y 1998.

## Lucas Entertainment
En 1998 Lucas fundó su propia compañía productora, Lucas Entertainment, con dinero que había obtenido como prostituto.

## Premios
- 2000: Grabby Mejor Director
- 2001: GayVN Mejor Actuación en Solitario, Fire Island Cruising
- 2007: GayVN Mejor Actor, Michael Lucas' La Dolce Vita
- 2007: GayVN Mejor Trio, Michael Lucas' La Dolce Vita
- 2007: GayVN Mejor Director, Michael Lucas' La Dolce Vita
- 2008: XBIZ GLBT Director del Año
- 2008: XBIZ Truco Publicitario del Año, Michael Lucas Found Dead
- 2009: GayVN Muro de la Fama de GayVN